# Geschützter Raum (Psychologie)
Der Begriff Geschützter Raum oder Schutzraum ist ein Fachbegriff aus dem Bereich der Psychologie. Er wird heute in einer Vielzahl von Therapie- und Beratungssettings benutzt.
Im engeren Sinne bezeichnet der Begriff den Rahmen der therapeutischen Beziehung zwischen Analytiker und Patient. Diese sollte so gestaltet sein, dass der Patient seine Gedanken und Gefühle frei äußern und Vertrauen entwickeln kann. Der Therapeut muss dabei bewusst darauf achten, dass er trotz dieser Vertrauensbeziehung für sich eine professionelle Distanz wahrt. Im Schutz dieser Distanz soll der Patient Gefühle wie Liebe, Hass, Kritik, ja auch sexuelle Wünsche und Phantasien äußern dürfen, ohne dass er Angst vor negativen Konsequenzen bzw. Ablehnung durch den Therapeuten haben muss. Weiterhin unterliegt der Therapeut der Verschwiegenheitspflicht nach dem Psychotherapeutengesetz.
Im weiteren Sinne wird der Begriff in vielen Kontexten benutzt, in denen ein Rahmen von Regeln sicherstellt, dass Gedanken, Meinungen und Gefühle offen und ohne Angst vor Abwertung oder Bestrafung geäußert werden sollen. Diese Regeln enthalten häufig Vereinbarungen zur Schweigepflicht gegenüber Dritten und zu einem wertschätzenden Umgang miteinander.
Häufig wird der Begriff auch mit dem inneren sicheren Ort, einem Modul aus der Psychodynamisch Imaginativen Traumatherapie verwechselt.